# Peter Iredale
El Peter Iredale fue una bricbarca de acero de cuatro mástiles que encalló el 25 de octubre de 1906 en la costa de Oregón en ruta hacia el río Columbia. Fue abandonado en Clatsop Spit, cerca de Fort Stevens en Warrenton, a unas cuatro millas (6 km) al sur del canal del río Columbia. Los restos aún son visibles, lo que lo convierte en una atracción turística popular como uno de los naufragios más accesibles del Cementerio del Pacífico.

## Hundimiento

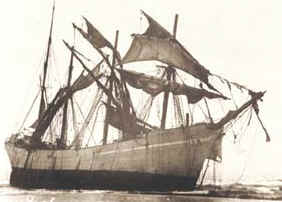
El Peter Iredale poco después de encallar en 1906

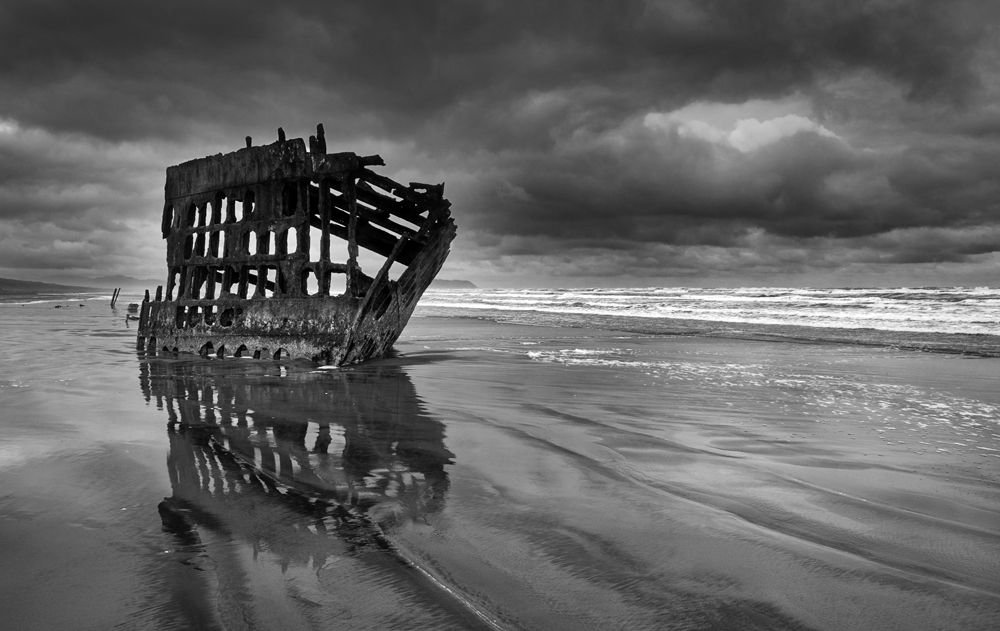
El naufragio del Peter Iredale en 2012

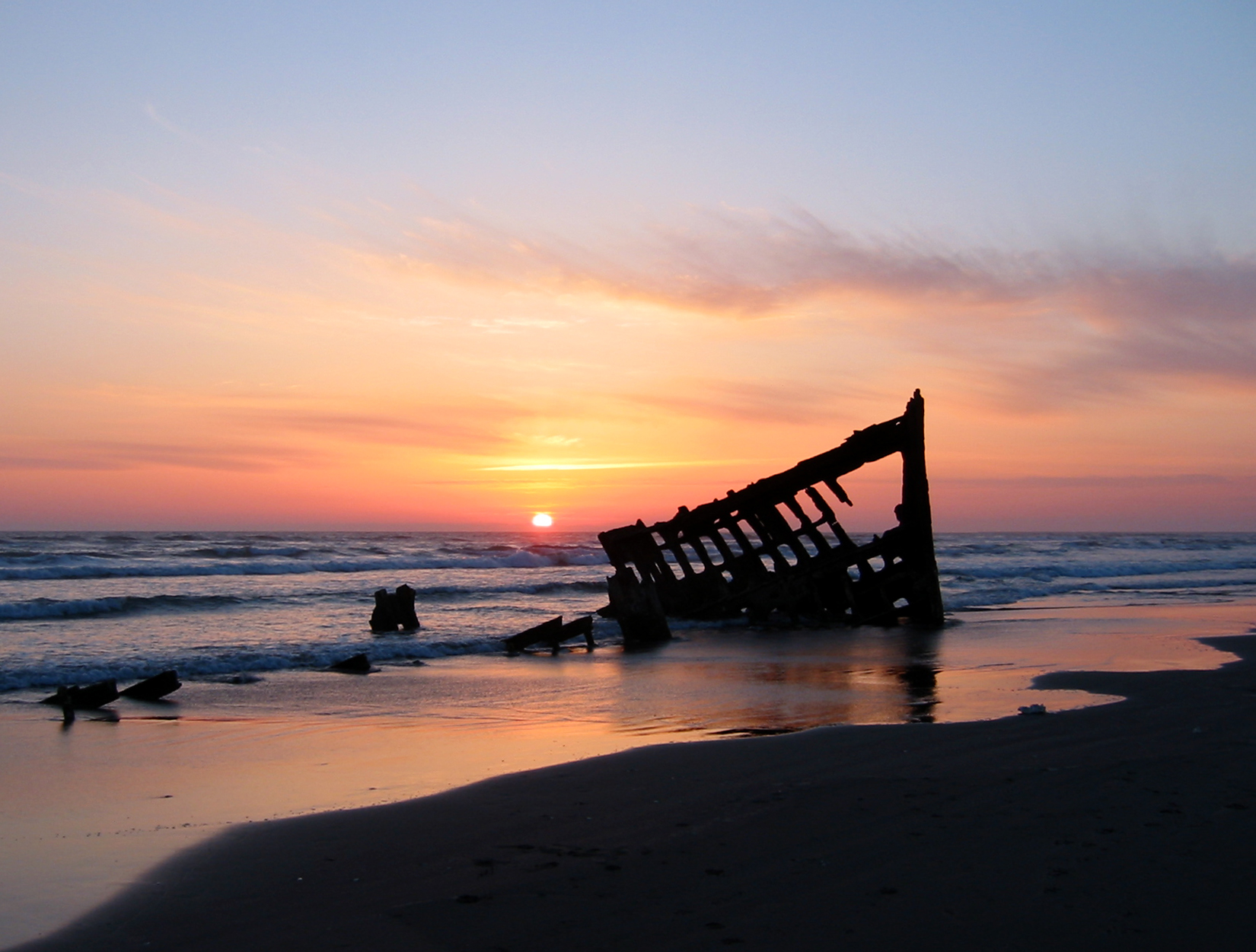
El naufragio del Peter Iredale al atardecer en 2003

Zarpando de Salina Cruz, México  el 26 de septiembre de 1906 aproximadamente, el Peter Iredale se dirigía a Portland, Oregón, con 1.000 toneladas de lastre y una tripulación de 27 personas, incluidos dos polizones. El viaje por la costa transcurrió sin incidentes hasta la noche del 25 de octubre, cuando el capitán H. Lawrence avistó el faro de Tillamook Rock a las 3:20 am hora local. La tripulación cambió de rumbo primero al este-noreste y luego al noreste para entrar en la desembocadura del río Columbia en medio de una espesa niebla y una marea creciente. Con fuertes vientos del oeste, se intentó alejar el barco de la costa, pero una fuerte borrasca del noroeste encalló al Peter Iredale en Clatsop Sands (ahora llamado Clatsop Spit). El mar embravecido y el viento empujaron al barco a tierra. Se envió un bote salvavidas desde Hammond, Oregón, y ayudó a evacuar a los marineros, que fueron atendidos en Fort Stevens. No hubo víctimas en el accidente.
El 12 y 13 de noviembre de 1906, el viceconsulado británico llevó a cabo una investigación del Tribunal Naval en Astoria para determinar la causa del naufragio. Después de la investigación, no se culpó a Lawrence ni a la tripulación por la pérdida, y él y sus oficiales fueron elogiados por sus intentos de salvar el barco.
El casco sufrió pocos daños y se hicieron planes para remolcar el barco de vuelta al mar, pero después de varias semanas de espera a que las condiciones meteorológicas y oceánicas fueran favorables, el barco se inclinó hacia babor (izquierda) y quedó incrustado en la arena. Los derechos de salvamento del barco se vendieron en 1917, aunque el naufragio nunca llegó a desguazarse. Todo lo que queda es la proa, algunas costillas y un par de mástiles.
El último brindis del capitán Lawrence a su barco fue: "Que Dios los bendiga y que sus huesos se blanqueen en la arena".

## Pecio
Más de un siglo después de que encalló, los restos del pecio la proa oxidada y los mástiles del Peter Iredale aún son visibles sobresaliendo de la arena y son una atracción turística popular. El naufragio se encuentra dentro del Parque Estatal Fort Stevens , que es parte del Parque Histórico Nacional Lewis y Clark.